# Бейкър (Монтана)
Вижте пояснителната страница за други значения на Бейкър.
Бейкър (на английски: Baker) е град в окръг Фалън, щата Монтана, САЩ. Бейкър е с население от 1695 жители (2000) и обща площ от 2,5 km². Намира се на 895 m надморска височина. ZIP кодовете му са 59313 и 59354, а телефонният му код е 406.